# Scalenus tibialis
Scalenus tibialis är en skalbaggsart som först beskrevs av Conrad Ritsema 1895.  Scalenus tibialis ingår i släktet Scalenus och familjen långhorningar. Inga underarter finns listade i Catalogue of Life.